# Cleomedes (månekrater)
Cleomedes er et fremtrædende nedslagskrater på Månen. Det befinder sig på den nordøstlige del af Månens forside og er opkaldt efter den græske astronom Cleomedes (ukendt fødsels- og dødsdato, måske i 1. århundrede f.Kr.).
Navnet blev officielt tildelt af den Internationale Astronomiske Union (IAU) i 1935. 

## Omgivelser
Cleomedeskrateret ligger nord for Mare Crisium. Det er omgivet af ujævnt terræn med mange nedslagskratere. Det irregulære Tralleskrater trænger ind i dets nordvestlige rand. Mod øst ligger Delmottekrateret og nord for Cleomedes findes en triplekraterrække, hvor Burckhardtkrateret ligger i midten.

## Karakteristika
Kraterets ydre væg er stærkt nedslidt og eroderet, særlig langs den sydlige del. "Cleomedes C"-krateret ligger over den syd-sydvestlige rand. Kraterbunden er næsten flad, men nord for kratermidten er der en lille central højdeformation, som danner en retliniet højderyg i retning nord-nordøst. Der er adskillige bemærkelsesværdige småkratere i bunden, herunder et par overlappende kratere lige inden for den nordvestlige rand.
Rillen Rima Cleomedes krydser den nordlige kraterbund og løber mod sydøst fra den nordvestlige rand. Den deler sig i to grene i den sydøstlige ende.

## Satellitkratere
De kratere, som kaldes satellitter, er små kratere beliggende i eller nær hovedkrateret. Deres dannelse er sædvanligvis sket uafhængigt af dette, men de får samme navn som hovedkrateret med tilføjelse af et stort bogstav. På kort over Månen er det en konvention at identificere dem ved at placere dette bogstav på den side af satellitkraterets midte, som ligger nærmest hovedkrateret. Cleomedeskrateret har følgende satellitkratere:
| Cleomedes | Længde  | Bredde  | Diameter |
| --------- | ------- | ------- | -------- |
| A         | 28,9° N | 55,0° Ø | 12 km    |
| B         | 27,2° N | 55,9° Ø | 11 km    |
| C         | 25,7° N | 54,9° Ø | 14 km    |
| D         | 29,3° N | 61,9° Ø | 25 km    |
| E         | 28,6° N | 54,4° Ø | 21 km    |
| F         | 22,6° N | 56,9° Ø | 12 km    |
| G         | 24,0° N | 57,3° Ø | 20 km    |
| H         | 22,4° N | 57,6° Ø | 6 km     |
| J         | 26,9° N | 56,8° Ø | 10 km    |
| L         | 23,8° N | 54,4° Ø | 7 km     |
| M         | 24,2° N | 51,6° Ø | 6 km     |
| N         | 24,8° N | 52,5° Ø | 6 km     |
| P         | 24,8° N | 56,4° Ø | 9 km     |
| Q         | 24,9° N | 56,9° Ø | 4 km     |
| R         | 29,5° N | 60,2° Ø | 15 km    |
| S         | 29,5° N | 59,0° Ø | 8 km     |
| T         | 25,8° N | 57,7° Ø | 11 km    |

## Måneatlas
- Billeder af Cleomedeskrateret i LPI-måneatlasset